# French Martini
Le French Martini est un cocktail à base de vodka et de liqueur de framboise. Le French Martini est un cocktail officiel de l'IBA depuis 2011.

## Histoire
Le French Martini est né à la fin des années 1980 dans l'un des bars new-yorkais du restaurateur Keith McNally,. Bien que le cocktail ne contienne pas de vermouth, le nom Martini a été utilisé dans les années 1980-1990 pour désigner tout cocktail servi dans une petite tasse ; l'appellation French (de l'anglais, qui signifie « Français »), quant à elle, vient du fait que le cocktail est généralement préparé avec du Chambord, accompagné de liqueur de framboise noire fabriquée en France à partir de 1685,,.

## Préparation
Remplir un verre à cocktail de glaçons pour le refroidir, puis remplir un shaker de glace et y verser tous les ingrédients. Secouer le tout, puis verser le cocktail dans la tasse en utilisant la passoire. Presser un zeste de citron pour parfumer le cocktail avec des huiles essentielles.